# Singapore Tennis Open 2025
Il Singapore Tennis Open 2025 è stato un torneo di tennis femminile disputato sul cemento indoor (Laykold). È stata la 1ª edizione del torneo facente parte della categoria WTA 250 nell'ambito del WTA Tour 2025. Si è giocato alla Kallang Tennis Centre in Singapore, dal 27 gennaio al 2 febbraio 2025. Questo è stato il primo torneo facente parte del WTA Tour a disputarsi in Singapore dopo sette anni di assenza dalle WTA Finals 2018.

## Partecipanti al singolare

### Teste di serie
| Nazionalità | Giocatrice         | Ranking* | Testa di serie |
| ----------- | ------------------ | -------- | -------------- |
|             | Anna Kalinskaja    | 15       | 1              |
| Belgio      | Elise Mertens      | 35       | 2              |
| Stati Uniti | Amanda Anisimova   | 35       | 3              |
| Cina        | Wang Xinyu         | 37       | 4              |
|             | Polina Kudermetova | 57       | 5              |
| Colombia    | Camila Osorio      | 59       | 6              |
| Regno Unito | Emma Raducanu      | 61       | 7              |
| Giappone    | Moyuka Uchijima    | 63       | 8              |

* Ranking al 13 gennaio 2025.

### Altre partecipanti
Le seguenti giocatrici hanno ricevuto una Wild card per il tabellone principale:
- Amanda Anisimova
- Kimberly Birrell

Le seguenti giocatrici sono passate dalle qualificazioni:

- Maya Joint
- Dominika Šalková
- Mananchaya Sawangkaew
- Jil Teichmann
- Simona Waltert
- Wei Sijia

La seguente giocatrice è entrata in tabellone come lucky loser:
- Marija Timofeeva

### Ritiri
Prima del torneo
- Amanda Anisimova → sostituita da  Marija Timofeeva
- Sonay Kartal → sostituita da  Harriet Dart
- Sofia Kenin → sostituita da  Julija Starodubceva
- Nadia Podoroska → sostituita da  Rebecca Marino
- Wang Yafan → sostituita da  Cristina Bucșa

## Partecipanti al doppio

### Teste di serie
| Nazionalità | Giocatrice        | Nazionalità | Giocatrice      | Ranking* | Testa di serie |
| ----------- | ----------------- | ----------- | --------------- | -------- | -------------- |
| Stati Uniti | Caroline Dolehide | Stati Uniti | Taylor Townsend | 19       | 1              |
| Stati Uniti | Desirae Krawczyk  | Messico     | Giuliana Olmos  | 51       | 2              |
| Cina        | Wang Xinyu        | Cina        | Zheng Saisai    | 124      | 3              |
| Regno Unito | Harriet Dart      | Regno Unito | Maia Lumsden    | 143      | 4              |

* Ranking al 13 gennaio 2025.

## Campionesse

### Singolare
Elise Mertens ha sconfitto  Ann Li con il punteggio di 6-1, 6-4.

### Doppio
Desirae Krawczyk /  Giuliana Olmos hanno sconfitto in finale  Wang Xinyu /  Zheng Saisai con il punteggio di 7-5, 6-0.